# Raluka
Alexandra Raluca Nistor (Deva, Hunedoara, 14 de noviembre de 1989), conocida por su nombre artístico Raluka, es una cantante rumana.

## Biografía
Alexandra Raluca Nistor nació en la ciudad de Deva. Atrajo la atención de los medios en la primavera de 2008, cuando ganó el Gran Trofeo del Festival Internacional de Música Ligera "George Grigoriu". Graduada de la Escuela Superior de Música y Bellas Artes "Sigismund Toduță" de Deva, obtuvo el segundo lugar en el Festival Mamaia 2008, en la sección de interpretación.
En el otoño del mismo año, Raluka se inscribió en las preselecciones del programa de competencia Megastar. Durante la competencia, formó parte de las Pepper Girls, con quienes finalizó su participación en el segundo lugar.
A partir de la primavera de 2009, Raluka colaboró con DJ Sava para producir algunos discos individuales. Las dos primeras canciones promocionadas, "September" y "I Like (The Trumpet)", gozaron de reacciones favorables, tanto del público como de la prensa.

## Sencillos
| Año  | Sencillo                     | Posiciones máximas en las listas | Posiciones máximas en las listas | Colaboración                            |
| Año  | Sencillo                     | Romanian Top 100                 | Romanian Top 100                 | Colaboración                            |
| ---- | ---------------------------- | -------------------------------- | -------------------------------- | --------------------------------------- |
| 2009 | September                    | 9                                | 15                               | En colaboración con DJ Sava             |
| 2010 | I Like (The Trumpet)         | 1                                | 1                                | En colaboración con DJ Sava             |
| 2010 | Love You                     | 3                                | 3                                | En colaboración con DJ Sava             |
| 2011 | Out Of Your Business         | 2                                | 8                                | —                                       |
| 2012 | Surrendered My Love          | —                                | 22                               | —                                       |
| 2012 | All for You                  | —                                | 47                               | —                                       |
| 2012 | Maman                        | —                                | 55                               | En colaboración con Lucky Man Project   |
| 2013 | Aroma                        | -                                | -                                | En colaboración con Connect-R & DJ Sava |
| 2014 | Lasa-ma-mi place             | -                                | -                                | En colaboración con Speak & Doc         |
| 2014 | Aer                          | -                                | -                                | En colaboración con Connect-R & DJ Sava |
| 2014 | Never give up                | -                                | 6                                |                                         |
| 2015 | Miraj                        | -                                | -                                | En colaboración con Vali Barbulescu     |
| 2016 | Ieri Erai                    | -                                | 7                                |                                         |
| 2017 | Du-mă spre noi               | -                                | -                                |                                         |
| 2017 | Cine sunt eu                 | -                                | -                                |                                         |
| 2018 | Ca doi necunoscuți           | -                                | -                                | En colaboración con Vescan              |
| 2018 | Undone Whole body Why habibi | -                                | -                                |                                         |
| 2019 | Enchante                     | -                                | -                                | En colaboración con Alina Eremia        |